# Estadio Maurice Boyau

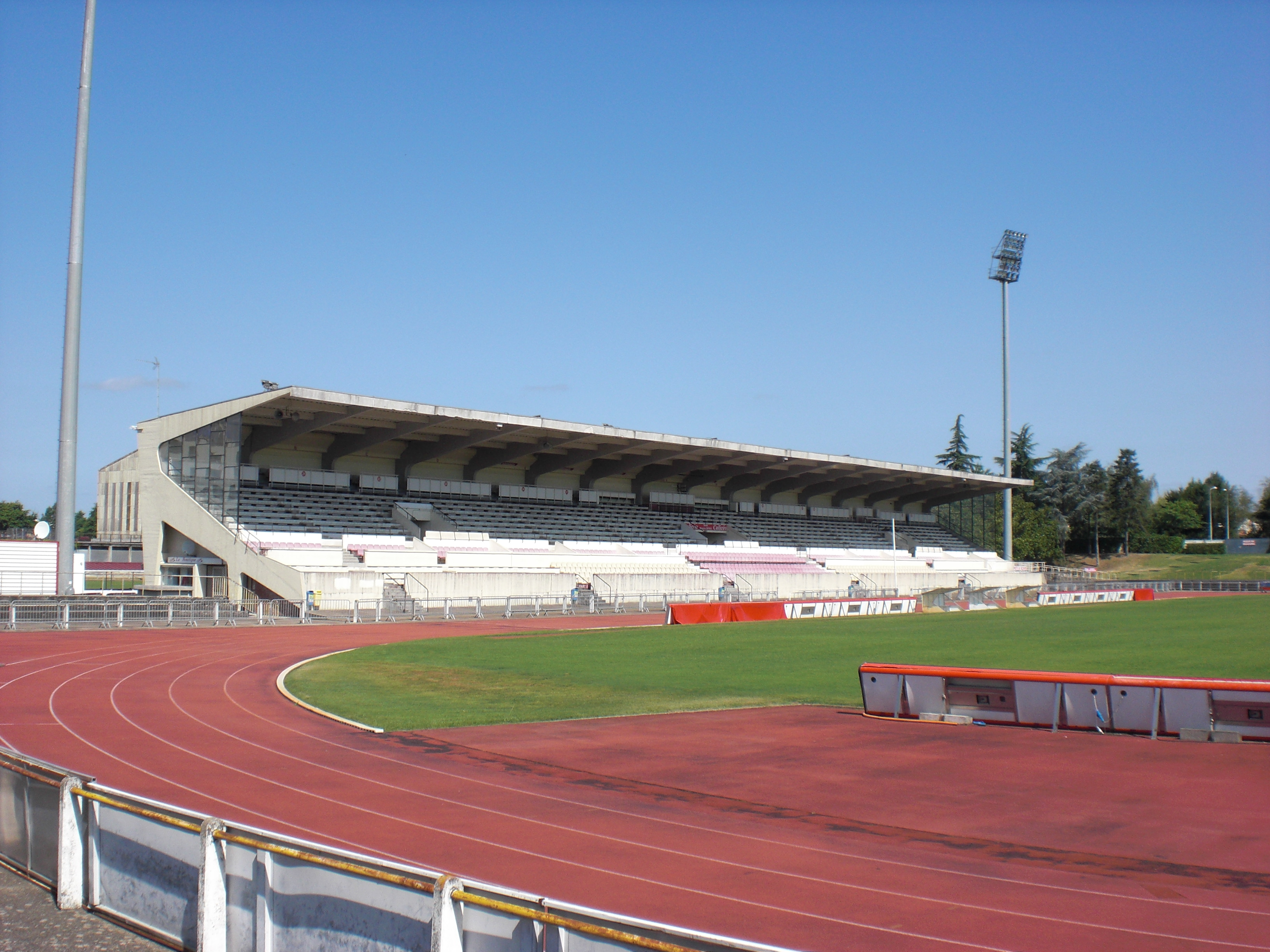
Fotografía del estadio Maurice Boyau.

El Estadio Maurice Boyau (en francés: Stade Maurice-Boyau) es un estadio localizado en Dax, Francia. Se utiliza principalmente para partidos de rugby y es el estadio del equipo local US Dax. Inaugurado en 1958, su capacidad es de 16.170 espectadores.
El estadio lleva el nombre de Maurice Boyau, as de la aviación que murió durante la Primera Guerra Mundial.